# Ohta Web Comic
「Ohta Web Comic」は、2016年7月29日より太田出版が配信する無料のウェブコミック配信サイト。

## 概要
「ぽこぽこ」更新終了からウェブコミック連載機能を引き継ぐ形でオープンした。なお、ぽこぽこに掲載されていた著者インタビューなどのスペシャルコンテンツ、マンガ賞の募集、肖像画サービスは、太田出版ウェブサイトへ移設されている。

## 連載作品
| 作品名                       | 作者（作画）           | 原作など         | 掲載開始       | 配信日   | 備考 |
| ---------------------------- | ---------------------- | ---------------- | -------------- | -------- | --- |
| 山本直樹 最新作品集          | 山本直樹               | －               | 2020年10月30日 | 毎月末   | 中篇作品のシリーズ連載。 |
| あした死ぬには、             | 雁須磨子               | －               | 2018年03月28日 | 隔月     | 雁須磨子初のWeb連載作。「このマンガがすごい！2020」オンナ編3位、「マンガ大賞2020」2次ノミネート。 - 1巻 ISBN 978-4-7783-2301-1（2019年6月13日） - 2巻 ISBN 978-4-7783-2304-2（2020年1月17日）                             |
| 淡島百景                     | 志村貴子               | －               |                | 不定期   | 2015年、第19回文化庁メディア芸術祭マンガ部門で優秀賞を受賞。 - 1巻 ISBN 978-4-7783-2248-9（2015年4月15日） - 2巻 ISBN 978-4-7783-2282-3（2017年7月24日）                                                                  |
| 田舎                         | 山本直樹               | －               | 2018年05月15日 | 連載終了 | 1話毎のWeb販売が行われている。 - 1巻 ISBN 978-4-7783-2306-6（2020年8月19日） |
| あなたのアソコを見せて下さい | いがらしみきお         | －               | 2019年11月21日 | 連載終了 | 単行本発売を記念して、4話まで4週連続で無料公開された。 - 全1巻 ISBN 978-4-7783-2302-8（2019年12月21日） |
| それはただの先輩のチンコ     | 阿部洋一               | －               | 2017年10月31日 | 連載終了 | 『リイドカフェ』で公開された読み切り作品が移設・シリーズ化。 - 全1巻 ISBN 978-4-7783-2291-5（2018年7月18日） |
| 分校の人たち                 | 山本直樹               | －               |                | 連載終了 | コミック雑誌『マンガ・エロティクス・エフ』、『ぽこぽこ』を経て移設連載。全3巻。 - 1巻 ISBN 978-4-7783-2200-7（2013年6月20日） - 2巻 ISBN 978-4-7783-2265-6（2015年1月18日） - 3巻 ISBN 978-4-7783-2289-2（2018年2月15日） |
| 鉄工所にも花が咲く           | 野村宗弘               | －               | 2017年08月30日 | 連載終了 | 全1巻 ISBN 978-4-7783-2287-8（2017年12月7日） |
| 青い花                       | 志村貴子               | －               | 2017年08月16日 | 連載終了 | 『マンガ・エロティクス・エフ』に連載されていた作品の復活連載。全8巻 |
| ピコピコ少年EX               | 押切蓮介               | －               | 2017年03月03日 | 連載終了 | 『ピコピコ少年』『ピコピコ少年TURBO』『ピコピコ少年SUPER』と続くシリーズの最新作。 - ISBN 978-4-7783-2300-4（2019年5月18日）                                                                                              |
| 駕籠真太郎の痛快! 歴史入門   | 駕籠真太郎             | －               |                | 連載終了 | 改題した単行本「真説★世界史大全」が発売されている。 - 真説★世界史大全 ISBN 978-4-7783-2281-6（2017年3月15日） |
| 恋と罰                       | オオイシヒロト（作画） | 松居大悟（原作） | 2017年10月26日 | 連載終了 | - 上巻 ISBN 978-4-7783-2285-4（2017年5月17日） - 下巻 ISBN 978-4-7783-2286-1（2017年5月17日） |
| 少女のスカートはよくゆれる   | 岡藤真依               | －               | 2018年8月30日  | 連載終了 | - 全1巻 ISBN 978-4-7783-2297-7（2019年4月12日） |
| 杉並区立魔法女学園平和維持部 | 吉富昭仁               | －               | 2018年7月24日  | 連載終了 | - 全1巻 ISBN 978-4-7783-2296-0（2019年2月23日） |